# صالح الشره
صالح الشراح (بالإنجليزية: Saleh Al-Sharrah) (ولد في 1 فبراير 1973) هو لاعب جودو كويتي. شارك في منافسات وزن الخفيف للرجال ضمن الجودو في الألعاب الأولمبية الصيفية 1996 – وزن 71 كجم للرجال في الألعاب الأولمبية الصيفية 1996. وفقًا لموقع Olympedia، أنهى مشاركته في المركز السابع عشر في فئة وزن 71 كجم خلال تلك الدورة. كما كان ضمن بعثة المنتخب الكويتي التي ضمت 25 رياضيًا وزّعوا مشاركتهم على 9 رياضات مختلفة في أولمبياد أتلانتا لعام 1996.